# سيسيليا هاغن
سيسيليا هاغن (بالسويدية: Cecilia Hagen)‏ (و. 1946  م) هي صحفية سويدية، ولدت في ستوكهولم.

## التعليم
تعلمت في مدرسة ستوكهولم.

## وصلات خارجية
- سيسيليا هاغن على موقع IMDb (الإنجليزية)

- سيسيليا هاغن في قاعدة بيانات الأفلام على الإنترنت